# Ненад Вуканић
Ненад Вуканић (Котор, 16. мај 1974) је бивши југословенски и црногорски ватерполиста. Са репрезентацијом Савезне Републике Југославије освојио је бронзану медаљу на Олимпијским играма у Сиднеју 2000. Са Ватерполо клубом Бечеј освојио је Лигу шампиона.